# Act III
Act III é o terceiro álbum de estúdio da banda norte-americana de thrash metal Death Angel. O disco foi lançado em 1990, marcando a primeira vez do grupo em uma grande gravadora, a Geffen e o período de maior sucesso e exposição da banda.. 

## História
O álbum gerou os singles "Seemingly Endless Time" e "A Room with a View", cujos videoclipes receberam boa exposição no programa de TV Headbangers Ball da MTV. Canções como "Discontinued" incorporam elementos de funk.
Na tour de suporte ao disco em 1991, a banda sofreu um sério acidente com o ônibus no qual o baterista Andy Galeon feriu-se gravemente. 
Durante seu longo ano de recuperação, o vocalista Mark Osegueda resolveu deixar a banda, o que levou ao fim do grupo. Em 2001, a banda reuniu-se (com exceção de Gus Pepa) para um show beneficente em prol do vocalista Chuck Billy do Testament na chamada Thrash of the Titans, e assim prosseguiu com sua carreira lançando novos álbuns.

## Faixas
Todas as faixas por Rob Cavestany, exceto onde indicado.
| N.º | Título                                           | Duração |  |
| 1.  | "Seemingly Endless Time"                         | 3:50    |  |
| 2.  | "Stop" (Cavestany, Osegueda)                     | 5:10    |  |
| 3.  | "Veil of Deception"                              | 2:34    |  |
| 4.  | "The Organization" (Cavestany, Galeon, Osegueda) | 4:17    |  |
| 5.  | "Discontinued" (Cavestany, Galeon, Pepa)         | 5:52    |  |
| 6.  | "A Room with a View"                             | 4:42    |  |
| 7.  | "Stagnant" (Cavestany, Galeon)                   | 5:35    |  |
| 8.  | "EX-TC" (Cavestany, Osegueda)                    | 3:05    |  |
| 9.  | "Disturbing the Peace"                           | 3:53    |  |
| 10. | "Falling Asleep"                                 | 5:56    |  |

## Créditos
| Críticas profissionais | Críticas profissionais |
| Avaliações da crítica  | Avaliações da crítica  |
| Fonte                  | Avaliação              |
| ---------------------- | ---------------------- |
| Allmusic               | [ 4 ]                  |

- Mark Osegueda - Vocal
- Rob Cavestany - Guitarra
- Gus Pepa - Guitarra
- Dennis Pepa - Baixo
- Andy Galeon - Bateria